# NGC 3033
NGC 3033 (również OCL 796 lub ESO 167-SC6) – gromada otwarta znajdująca się w gwiazdozbiorze Żagla. Odkrył ją John Herschel 27 lutego 1835 roku. Jest położona w odległości ok. 3 tys. lat świetlnych od Słońca.